# Raión de Kem
El raión de Kem (ruso: Ке́мский райо́н; carelio: Kemin piiri) es un distrito administrativo y municipal (raión) de la república rusa de Carelia. Se ubica en el noreste de la república, en la costa del mar Blanco. Su capital es Kem.
En 2019, el raión tenía una población de 14 561 habitantes.
En su territorio se ubican la desembocadura del río Kem y el archipiélago de Kuzová.

## Subdivisiones
Comprende la ciudad de Kem y los asentamientos rurales de Krivói Porog, Kuziema y Pabochieostrovsk. Estas cuatro entidades locales suman un total de 19 localidades.